# Laurent Tailhade

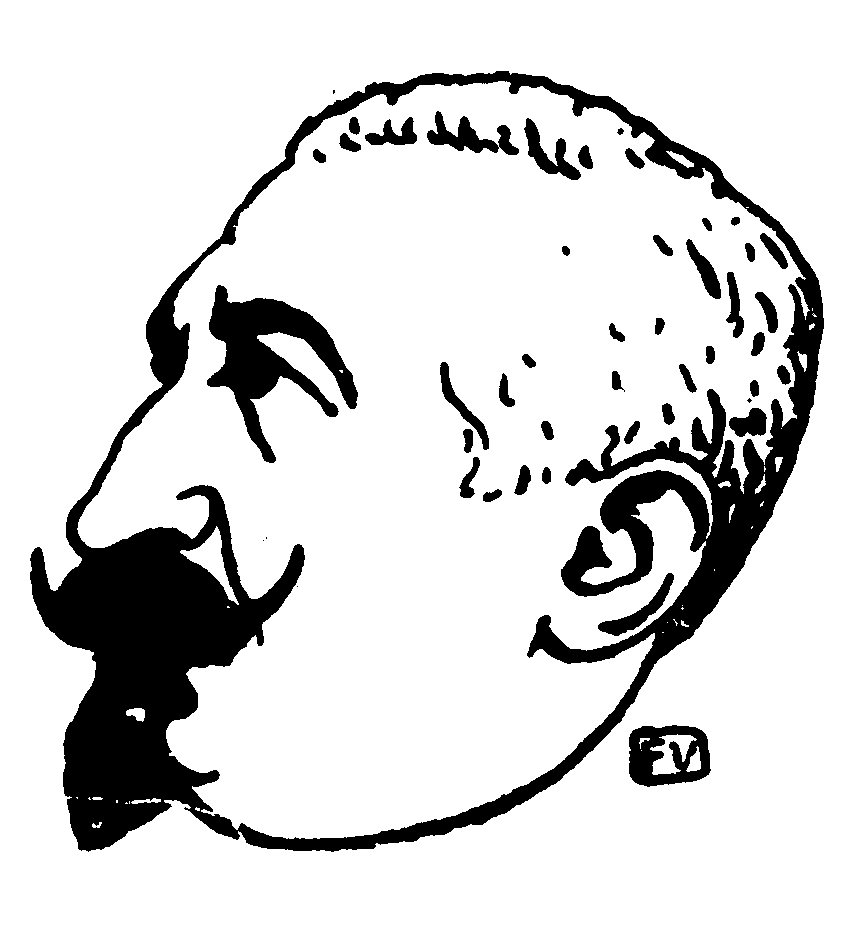
Laurent Tailhade, porträtterad av Félix Vallotton.

Laurent Bernard Paul Marie Alexandre Charles Tailhade, född den 16 april 1854 i Passages-San Juan i Spanien, död den 2 november 1919 i Combs-la-Ville (Seine-et-Marne), var en fransk författare.
Tailhade besökte först ett prästseminarium, men ägnade sig snart uteslutande åt litteraturen. I sina dikter anslöt han sig till symbolisterna (Le jardin des rèves, 1879, Vitraux, 1891, ny upplaga 1894; Au pays du mufle, 1891, ny upplaga 1894; À travers les grouins, 1899, Poèmes aristophanesques, 1904), skrev skarpt satiriskt och med etsande ironi. Politiskt slöt han sig till anarkismen; samma kväll anarkisten Vaillant gjorde sitt attentat i deputeradekammaren, sade Tailhade i ett bankettal bland annat: "Vad betyder offren, om gesten är skön, vad betyder den lösliga humanitetens död, om individen stärks genom den?" År 1901 dömdes han till ett års fängelse för en tidningsartikel, som uppeggade till mord på tsaren, republikens president med flera. I fängelset översatte han Petronius Satyricon (1902). Tailhade utgav vidare översättningar af tre bland Plautus komedier, La corne et l'épée (1908), Louange de Sophie Cottin (1911), Plâtres et marbres (1913), Les commérages de Tybalt (1914) med mera.